# Mouraye
 Mouraye è un comune del Ciad situato nel dipartimento di Barh Azoum, provincia del Salamat.